# Franka Magali
Franka Magali, född 24 januari 1990, är en friidrottare från Kongo-Kinshasa. Hon deltog vid olympiska sommarspelen 2008.